# Eddie Irvine
Edmund 'Eddie' Irvine, jr. (Newtownards, 10 november 1965) is een voormalig Formule 1-coureur. Hij werd geboren in Noord-Ierland, en begon zijn carrière in 1983. Hij begon in de Formule 3 in 1988 voordat hij doorging naar de Formule 3000 in 1989. In 1990 begon hij te racen voor het Jordan-team in de Formula 3000, en hij begon in 1993 opnieuw voor Jordan in Formule 1.
In 1996 vertrok hij naar Scuderia Ferrari, waar hij vier seizoenen naast Michael Schumacher heeft gereden en in 1999 net naast de titel greep. In 2000 ging hij voor twee jaar naar het nieuwe Jaguar Racing, waar hijzelf meegeholpen heeft bij de opzet van de renstal. De goede prestaties bleven echter uit, Irvine zag het niet meer zitten en stapte uit de Formule 1. Het team werd later overgenomen door Red Bull Racing.
Hij stond bekend als rokkenjager en als iemand die niet goed met autoriteit overweg kon. Tijdens zijn debuut met Jordan in Suzuka in 1993 lag Irvine een ronde achter op Ayrton Senna. Hoewel hoogst ongebruikelijk, haalde Irvine Senna in om zichzelf van de ronde achterstand te ontdoen en haalde daarop direct Damon Hill in, met wie hij in direct gevecht was. Na de race liep Senna de Jordan garage in en verkocht Irvine een klap.
Het aantal gevaarlijke ongelukken waarbij hij betrokken was, verminderde toen hij naar Ferrari ging.

## Overwinningen
| Nr. | Grand Prix                     | Team    |
| --- | ------------------------------ | ------- |
| 1   | Grand Prix van Australië 1999  | Ferrari |
| 2   | Grand Prix van Oostenrijk 1999 | Ferrari |
| 3   | Grand Prix van Duitsland 1999  | Ferrari |
| 4   | Grand Prix van Maleisië 1999   | Ferrari |

## Trivia
- Irvine is een vriend van zanger Bono, en leerde van hem gitaar spelen.
- Irvine was analyticus van het tv-programma The Greatest Ever: Sportscars, dat onder meer op Discovery Channel werd uitgezonden.